# Bitva nad Metaurem
Bitva nad Metaurem se odehrála v roce 207 př. n. l. u řeky Metaurus v střední Itálii v rámci druhé punské války mezi Římskou republikou a Kartágem. Byla poslední bitvou kartaginského vojevůdce a Hannibalova mladšího bratra Hasdrubala, který v ní padl. Vítězné římské vojsko vedli konzulové Marcus Livius a Gaius Claudius Nero, kteří byli do svého úřadu zvoleni poté, co jejich předchůdci Marcellus a Crispinus padli u pahorku Petelia v potyčce s numidskou jízdou. Hasdrubal, který na Apeninský poloostrov přiváděl své muže na pomoc svému bratrovi Hannibalovi, byl v této bitvě římskou armádou drtivě poražen. Bitva u Metauru předznamenala konečnou porážku Kartága.

## Situace před bitvou

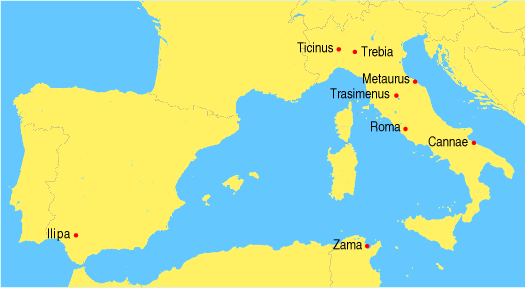
Místa bitev druhé punské války

Po počátečních úspěších Hannibalova tažení, se situace Kartáginců začala komplikovat. Římanům se v roce 212 př. n. l. podařilo po dvou letech obléhání obsadit město Syrakusy na Sicílii, které do té doby stálo na straně Kartága. Prokonzul Publius Cornelius Scipio mezitím oslabil moc Kartáginců v Hispánii. Do jeho rukou padlo Nové Kartágo a v roce 209 př. n. l. porazil Hannibalova bratra Hasdrubala v bitvě u Baeculy. Iberské kmeny tehdy začaly houfně přecházet na římskou stranu. Hasdrubal začal v Hispánii ztrácel půdu pod nohama a nemohl již nadále účinně podporovat vojsko svého bratra v Itálii. Hannibal byl mezitím donucen přejít do defenzívy. Jedním z klíčových momentů druhé punské války se stalo znovuzískání měst Capua a Tarent Římany, což pro Hannibala znamenalo výrazné oslabení jeho pozice.

## Hasdrubalova výprava

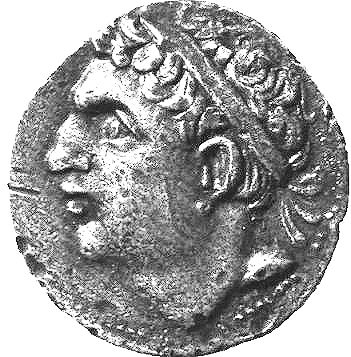
kartaginský velitel Hasdrubal Barkas

Hasdrubal spolu se svými muži vyrazil v roce 208 př. n. l. z Hispánie v úmyslu spojit se s Hannibalem v Itálii. Kartáginci, v jejichž vojsku nechybělo několik válečných slonů vycvičených v Hispánii, překonali Pyreneje a pravděpodobně postupovali stejnou cestou kterou již před nimi prošla Hannibalova armáda. Při pochodu Galií se na Hasdrubalovu stranu přidalo mnoho Galů. Výprava se přeplavila přes Rhônu, překročila Alpy a na jaře roku 207 př. n. l. stanula v severní Itálii. Přes velké komplikace se Hasdrubalovi podařilo přivést i několik slonů, nevyužil však momentu překvapení a oblehnul strategicky nevýznamné město Placentia. Vystrašení Římané, kteří se o Hasdrubalově tažení průběžně informovali, tak získali potřebný čas a urychleně zvolili konzuly Claudia Nerona a Marka Livia, aby čelili bratrům Barkasovým.
Konzul Livius se zaměřil na Hasdrubala u Seny a Nero rozložil svůj vojenský tábor v Bruttiu nedaleko Hannibalova ležení. Hasdrubal vyslal posla k bratrovi, který mu měl sdělit informace o místě setkání nedaleko Adriatiku v Umbrii. Posla s nezašifrovanou zprávou však zachytili Římané a rychle začali jednat. Nero v čele šesti tisíc pěšáků a tisíce jezdců tajně opustil svůj tábor, kde zanechal k Hannibalově oklamání pouze menší množství svých vojáků, kteří měli udržovat ohně a ponechat postavené všechny stany odešlých vojáků, aby budili dojem, že konzul se všemi vojáky zůstal v táboře. Mezitím se Nero spojil s Liviem proti nic netušícímu Hasdrubalovi. Livius totiž přikázal, aby se tábor po příchodu Nerona nerozšiřoval a nechal Neronovy vojáky ubytovat ve stanech svých mužů, takže nepřítel vůbec nezpozoroval, že se nějaké vojsko k Liviovi přidalo. Hasdrubal si před bitvou povšiml, že v Liviově vojsku je více opálených vojáků, a pojal podezření, že se k Liviovi přidala Neronova armáda. O římské léčce se dozvěděl až příliš pozdě, přesto dal raději povel k ústupu a začal se i s vojskem stahovat podél řeky Metaurus do vnitrozemí. Nepřítele se však setřást nepodařilo a unavené kartaginské vojsko bylo početnější římskou armádou nakonec přece jen donuceno k boji.

## Bitva
Levé křídlo římského vojska nacházející se nedaleko řeky Metaurus, bylo tvořeno jízdou vedenou konzulem Marcem Liviem. Gaius Claudius Nero vedl pravé křídlo, a střed římské armády tvořený pěchotou měl na starost praetor Lucius Porcius Licinus. Hasdrubal postavil proti Marcu Liviovi svoji jízdu, na své levé křídlo umístil bojovné Galy a sám stanul ve středu v čele iberských a ligurských žoldnéřů. Před střed svých linií rozmístil Hasdrubal své válečné slony.
Bitvu zahájil útok početné římské jízdy, která po tuhém boji obrátila Hasdrubalovy jezdce na ústup. Kartaginské levé křídlo tvořené Galy ubránilo své pozice proti Neronovým mužům díky výhodnější, vyvýšené pozici na kopci. Ve středu mezitím Hasdrubal vyslal své slony proti římské pěchotě, avšak zmatená zvířata vyplašená bitevní vřavou způsobila před smrtí velké ztráty na obou stranách. Postupující římští pěšáci zatlačili oslabené pravé Hasdrubalovo křídlo a sevřeli střed punského vojska. Poté spolu s částí navrátivší se jízdy zasadili Římané Kartágincům rozhodující úder. Hasdrubal, který viděl, že vše je ztraceno, se vrhl do největší bitevní vřavy a v boji zahynul. Ze tří stran obklíčení Punové začali ve zmatku ustupovat a Římané mohli začít slavit vítězství.

## Důsledky
Ztráty na straně Kartága byly obrovské a někteří historici uvádějí dokonce 20 000 padlých. Z prohrané bitvy se podařilo uprchnout především většině Galů. Římské ztráty jsou výrazně nižší, hovoří se o 2–8 000 usmrcených mužích. Gaius Claudius Nero se hned druhý den začal vracet do Bruttia a po šesti dnech stanul znovu ve svém táboře, načež poslal Hannibalovi hlavu jeho bratra a dva zajaté Numidy, kteří kartaginskému veliteli zvěstovali Hasdrubalovu porážku. Tehdy prý Hannibal prohlásil: „Zde vidím osud Kartága“.
Bitva nad Metaurem se stala významným momentem druhé punské války. Po porážce Hasdrubala bylo Hannibalovo tažení bez možnosti dalších posil odsouzeno k neúspěchu a bylo jen otázkou času, kdy Řím zasadí Kartágu rozhodující úder.